# Lechmuseum Bayern
Das Lechmuseum Bayern befindet sich in und um das Laufwasserkraftwerk Langweid am Lechkanal in der Gemeinde Langweid am Lech. Es informiert über das 1906 errichtete Wasserkraftwerk und verschiedene Aspekte des Flusses Lech. Das Bauwerk ist Teil der Welterbestätte Augsburger Wassermanagement-System und steht unter Denkmalschutz.

## Museum
Das von den Lechwerken betriebene Museum befindet sich auf einer Gesamtfläche von 700 Quadratmetern in einem ihrer Kraftwerke am Lech. Es gliedert sich in drei Teilbereiche. Im historischen Kraftwerksbereich im Erd- und Untergeschoss kann unter anderem eine außer Betrieb genommene und dadurch begehbar gewordene Francisturbine mit Generator besichtigt werden.
Darüber wird im 1. und 2. Obergeschoss des schlossartigen Museumsgebäudes, einem Blankziegelbau im Historismusstil, eine Dauerausstellung zum Lech als Naturraum, Wirtschaftsfaktor und Geschichtsschauplatz präsentiert. Auch die Entwicklung der Wasserkraftnutzung am Lech, elektrischer Energie und der Lechwerke wird dargestellt, unterstützt von einem Dokumentarfilm über den Lech. Alle Bereiche haben auch eine kindergeeignete, interaktive Darstellung.
Im Außenbereich präsentiert der Kraftwerkslehrpfad die Gesamtanlage des produzierenden Werkes mit Kanaldeich, Wassereinlauf, Kraftwerksgebäude und Umspannanlage sowie einen Floßnachbau.

## Kraftwerk

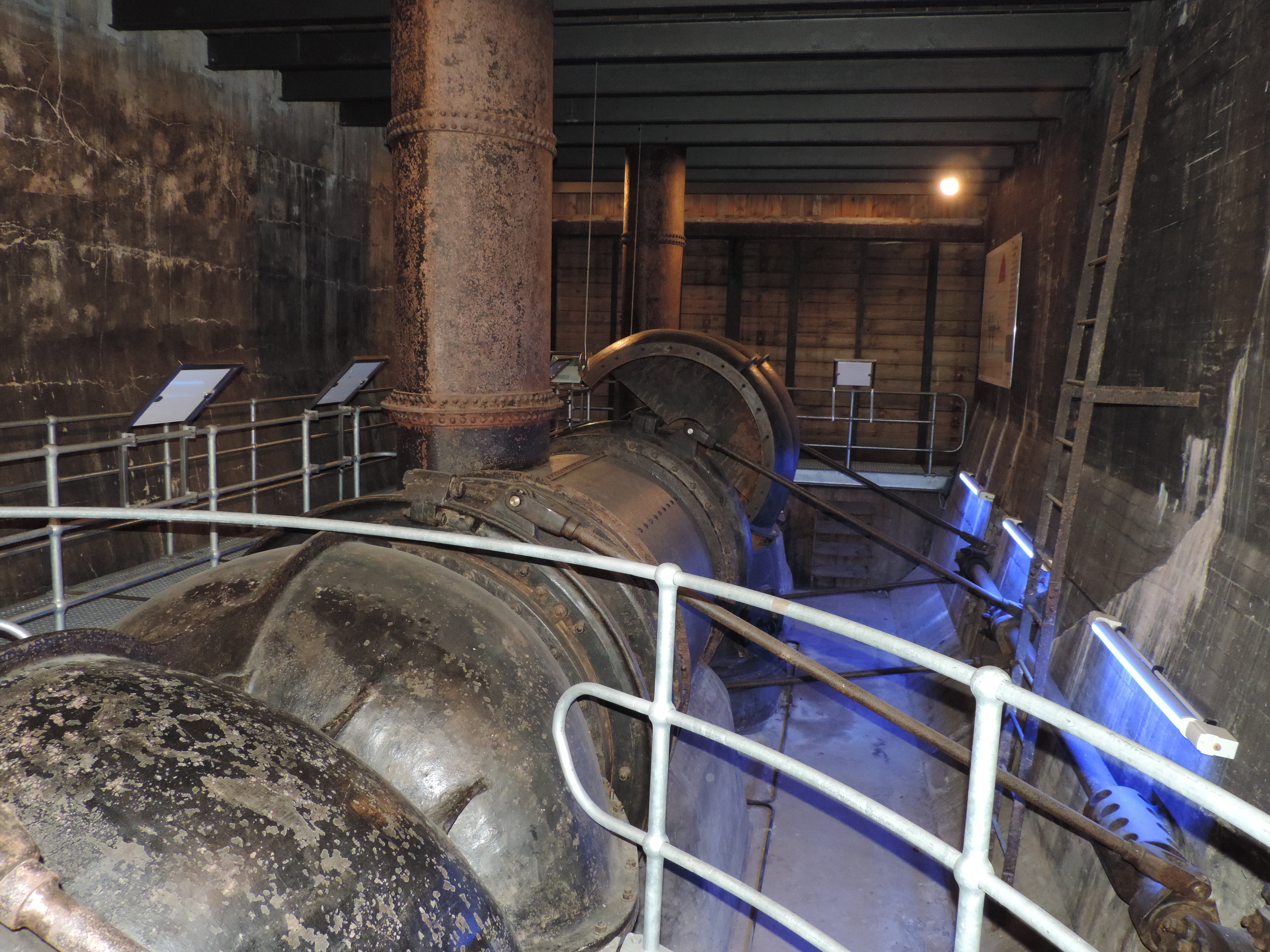
Begehbare Francisturbine

Das Laufwasserkraftwerk Langweid wurde 1906 zusammen mit einer ersten Verlängerung des Lechkanals errichtet und im folgenden Jahr in Betrieb genommen. Es dient bis heute der Elektrizitätserzeugung. Ursprünglich wurden Francisturbinen für eine Wassermenge von je 125 m³/s bei 7,2 Meter Fallhöhe installiert. Diese wurden aufgrund der technischen Entwicklung 1993 durch vier Kaplanturbinen mit besseren Wirkungsgraden ersetzt, was aktuell die Erzeugung von 45 Mio. kWh/Jahr ermöglicht.

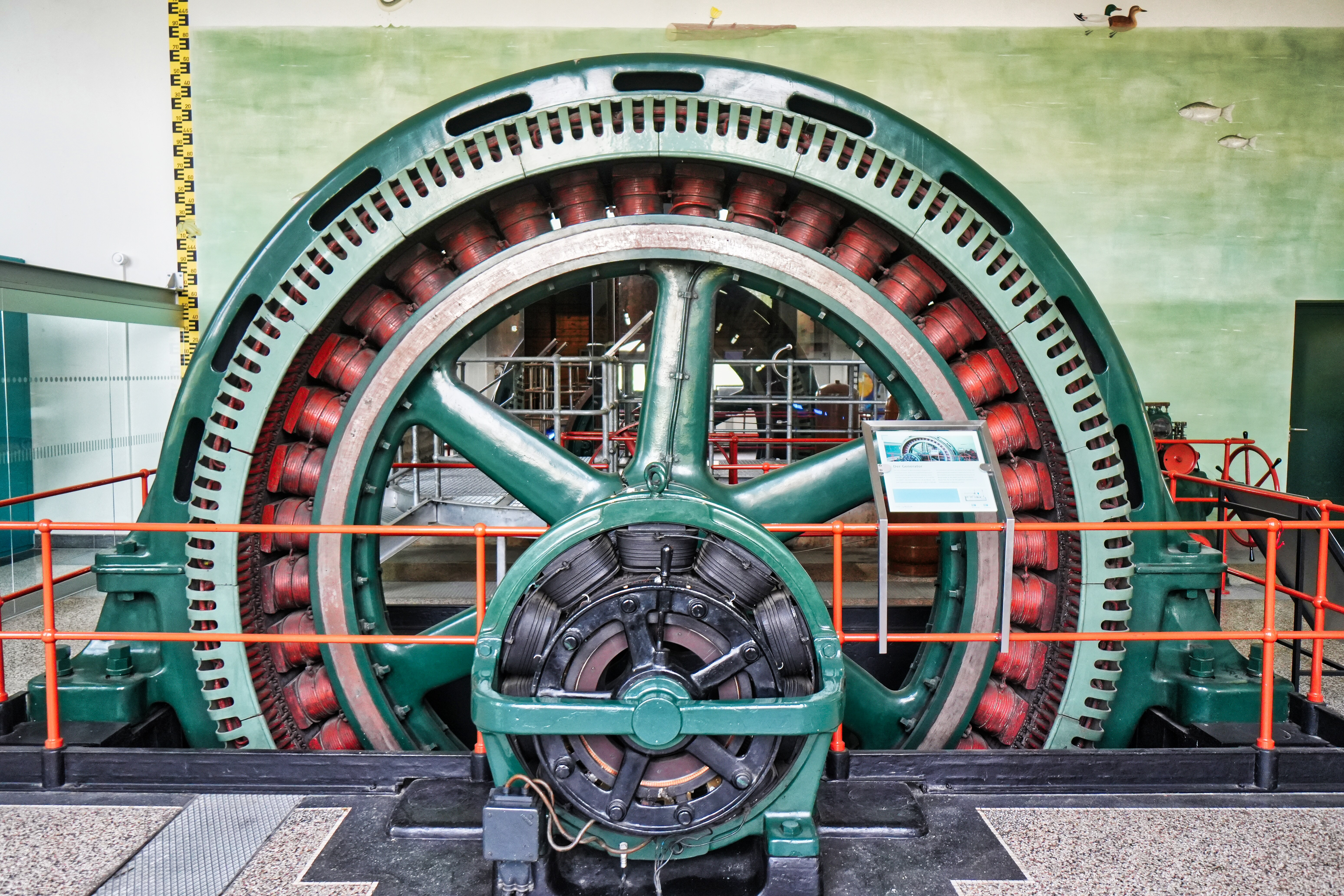
Generator

Eine Schleuse für Flöße und kleinere Transportboote wurde zwar errichtet, wegen des Endes der Lechflößerei aber nicht verwendet.

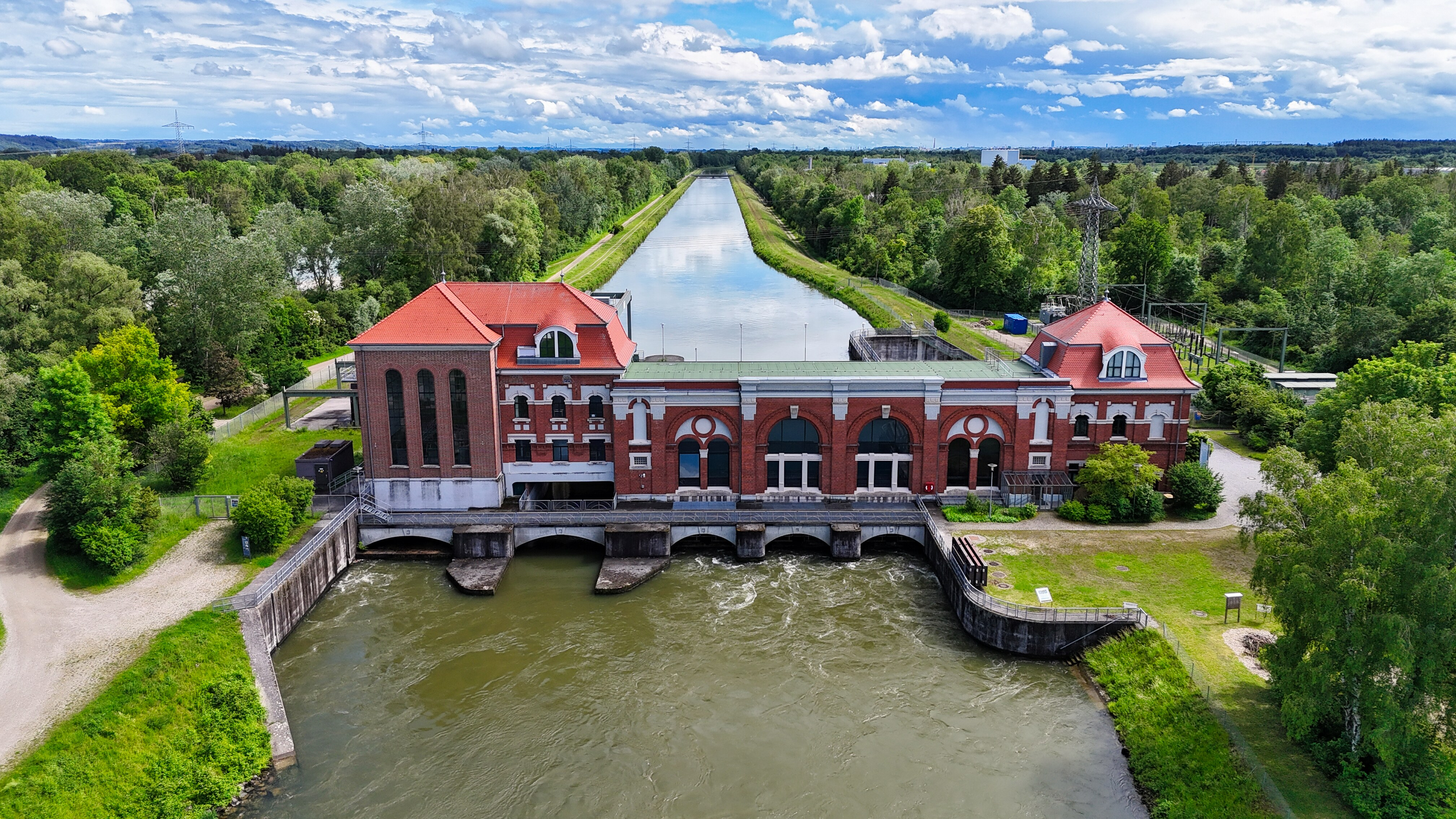
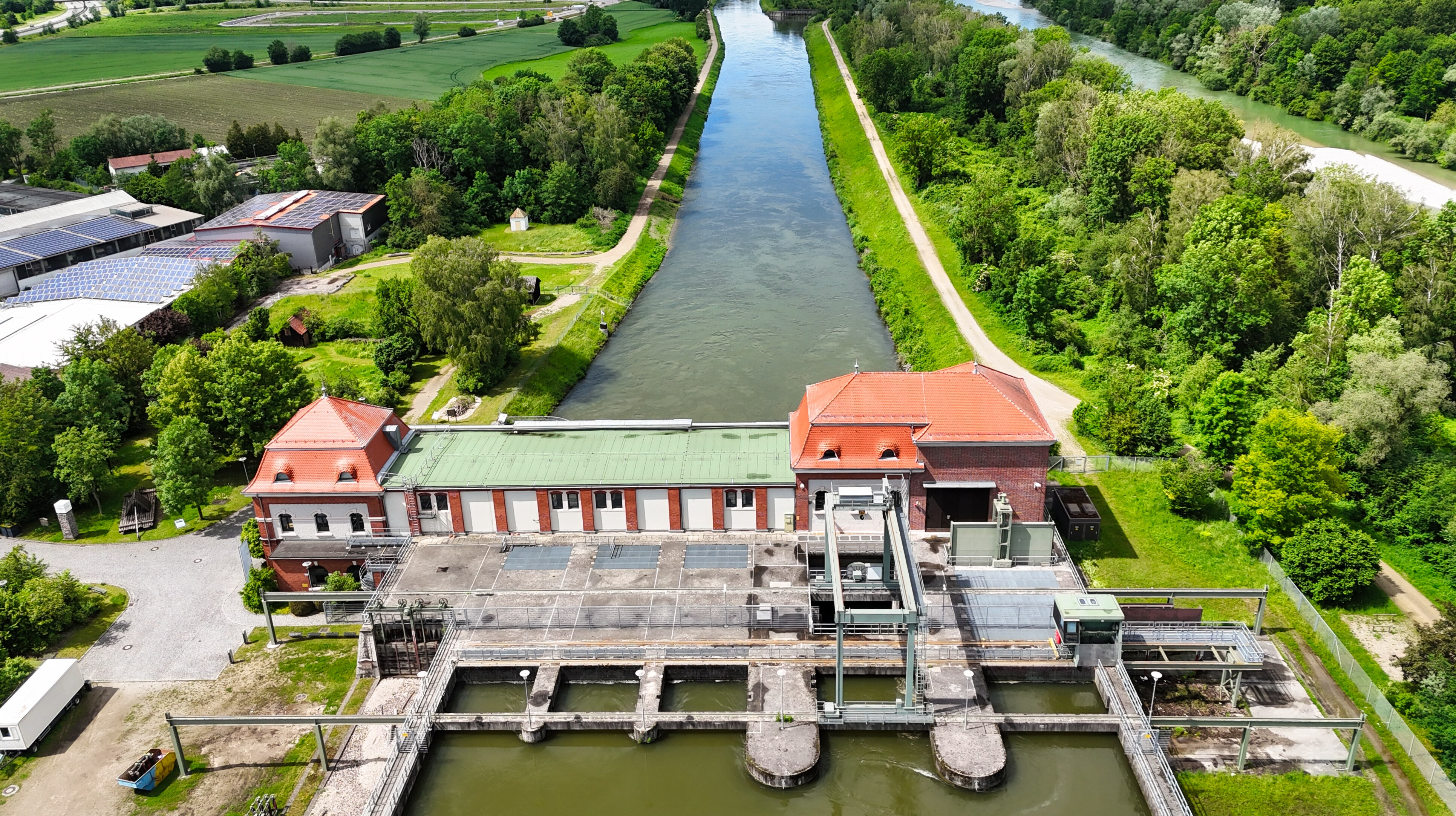